# Hoplolabis (Hoplolabis) armata
Hoplolabis (Hoplolabis) armata is een tweevleugelige uit de familie steltmuggen (Limoniidae). De soort komt voor in het Nearctisch gebied.